# Boris Baranov
Boris Aleksandrović Baranov, sovjetsko-ukrajinski inženir, * 11. november 1940, Sozinovi, Kirovska regija, Sovjetska zveza, † 6. april 2005 Kijev, Ukrajina.
Kot inženir je delal v jedrski elektrarni Černobil. Med likvidatorji Černobilske nesreče je bil Baranov eden od treh potapljačev, ki so se potopili v poplavljeno klet elektrarne in v kleti izpraznili ventile z vodo.

## Biografija

### Zgodnje življenje
Boris Baranov se je rodil 11. novembra 1940 v mestu Sozinovs v takratni Sovjetski zvezi. Študiral je na lokalni šoli v bližini svojega rojstnega mesta.
Svojo kariero je začel leta 1966, ko je začel delati kot inženir, s časom pa je napredoval in postal vodja oddelka TE v metalurški tovarni Krivi Rog (Dnepropetrovska oblast).
Leta 1974 je Baranov za inženirstvo in pedagogiko opravil diplomo iz termotehnike.

### Černobil
Leta 1976 se je Baranov preselil v mesto Pripjat in se zaposlil v jedrski elektrarni Černobil, ki je bila takrat že blizu konca gradnje. V svojih prvih letih delanja v elektrarni je služil predvsem kot inženir v raznih izmenah, večkrat pa je tudi nadzoroval delovanje vseh štirih reaktorjev.   
26. aprila 1986 je reaktor 4 ob izvajanju varnostnega testa eksplodiral. Baranov je bil kmalu po evakuaciji mesta Pripjat skupaj z preostalimi inženirji poklican v Černobil, kjer jim je bilo rečeno, da če bi staljeni jedrski material prišel do vode, ki je bila shranjena v spodnjem bazenu z 19.000 tonami in je bila uporabljena med gašenjem požara v prvih dneh po nesreči, bi bila visoka verjetnost druge eksplozije, ki bi bila močnejša in bi povzročila še večjo katastrofo. Da bi to preprečili, je bil pripravljen načrt, da trije elektrarniški inženirji odidejo v klet elektrarne in izpraznijo ventile z vodo. Baranov se je javil kot tretji prostovoljec poleg Valerija Bezpalova in Alekseja Ananenka. Vsi trije so v potapljaški opremi odšli v poplavljeno klet elektrarne in opravili svoje naloge.
Mediji so poročali, da so vsi trije "potapljači" umrli zaradi njihovih junaških dejanj. V resnici so vsi vključno z Baranov preživeli hospitalizacijo, med delom pa so prejeli znaten odmerek sevanja.
Po končanih likvidacijskih delih je Baranov še naprej delal v jedrski elektrarni Černobil vse do leta 2000, ko je bila elektrarna trajno zaustavljena. Po zaprtju elektrarne je Baranov delal v specializiranem državnem podjetju.

### Smrt
Boris Baranov je umrl 6. aprila 2005 v Kijevu zaradi srčnega popuščanja, star 65 let. Pokopan je bil na gozdnem pokopališču v Kijevu.

## Nagrade in odlikovanja
Leta 2018 je bil Baranov posmrtno odlikovan z medaljo Junaka Ukrajine, leto pozneje pa še z redom 3. stopnje za pogum.
Baranova je v HBO miniseriji Černobil leta 2019 upodobil Oscar Giese.